# Jabouilleia naungmungensis
Jabouilleia naungmungensis  (лат.) — вид птиц из семейства земляных тимелий. Открыт в феврале 2004 на крайнем севере Мьянмы. Описан как новый вид в 2005 году. Название дано в честь деревни Naung Mung (Наунг Мунг), ближайшем поселении к месту открытия.
Птицы встречаются в умеренных дождевых лесах на крутых склонах в предгорьях Гималаев.
Считается, что Jabouilleia naungmungensis достаточно обычны в границах своего ареала. Однако, так как вид был открыт лишь недавно, охранный статус для него пока не определён.